# Marxista dialektika
A marxista dialektika az az elméleti módszer, amelyet Marx és Engels Hegel filozófiájának, különösen dialektikájának kritikai fogadtatásából fejlesztett ki azzal a céllal, hogy a filozófia és a politikai gazdaságtan központi kérdéseire alkalmazza.
Marx és Engels dialektikájuk kidolgozása és alkalmazása során követték Ludwig Andreas Feuerbach kritikáját Hegel objektív idealizmusával kapcsolatban, és elhatárolódva az ifjúhegeliánusok misztifikáló hegeli nyelvezetétől („hegelei”), arra törekedtek, hogy a materializmus alapján dolgozzák ki és alkalmazzák dialektikus módszerüket.
A témával kapcsolatos legfontosabb szövegeik a Gazdasági-filozófiai kéziratok 1844-ből, A szent család vagy a kritikai kritika kritikája, A német ideológia, A filozófia nyomorúsága, valamint A tőke című műveikben találhatók.
Karl Marx és Friedrich Engels megkísérelték feltárni a társadalmi haladás mozgástörvényeit, és elméletileg bemutatni a társadalmi keretek között termelő, egymással és a természettel kölcsönhatásban álló emberek önmegvalósítását. Ehhez a történelmi materializmus világnézete alapján a materialista dialektika módszerét alkalmazták a polgári politikai gazdaságtan és a kapitalista társadalom és azok szellemi reflexióinak átfogó kritikájára.

## A dialektikus módszer alkalmazásának fő területei

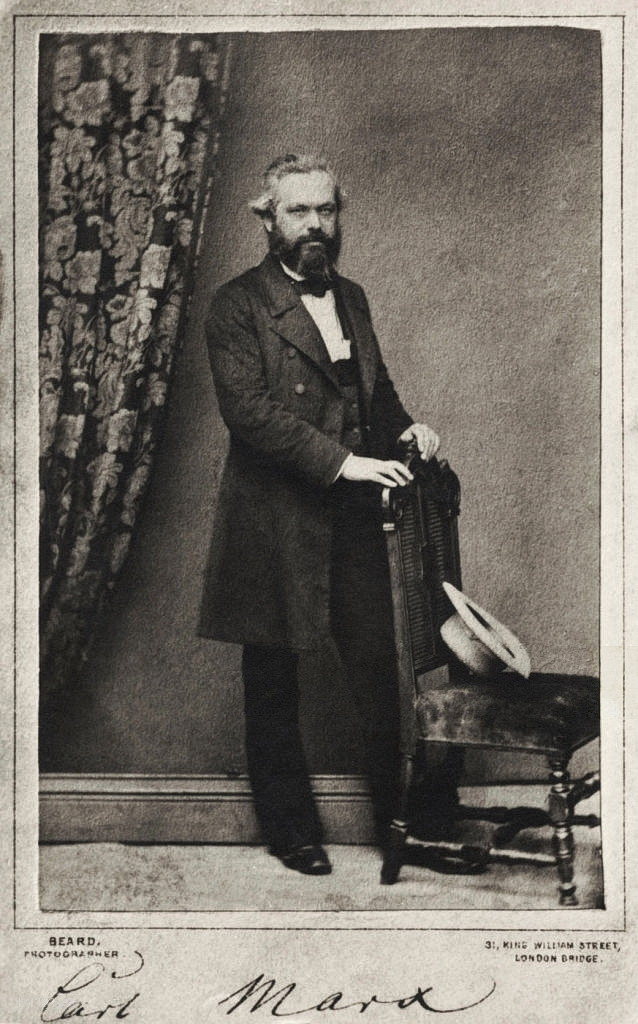
Marx 1860 körül

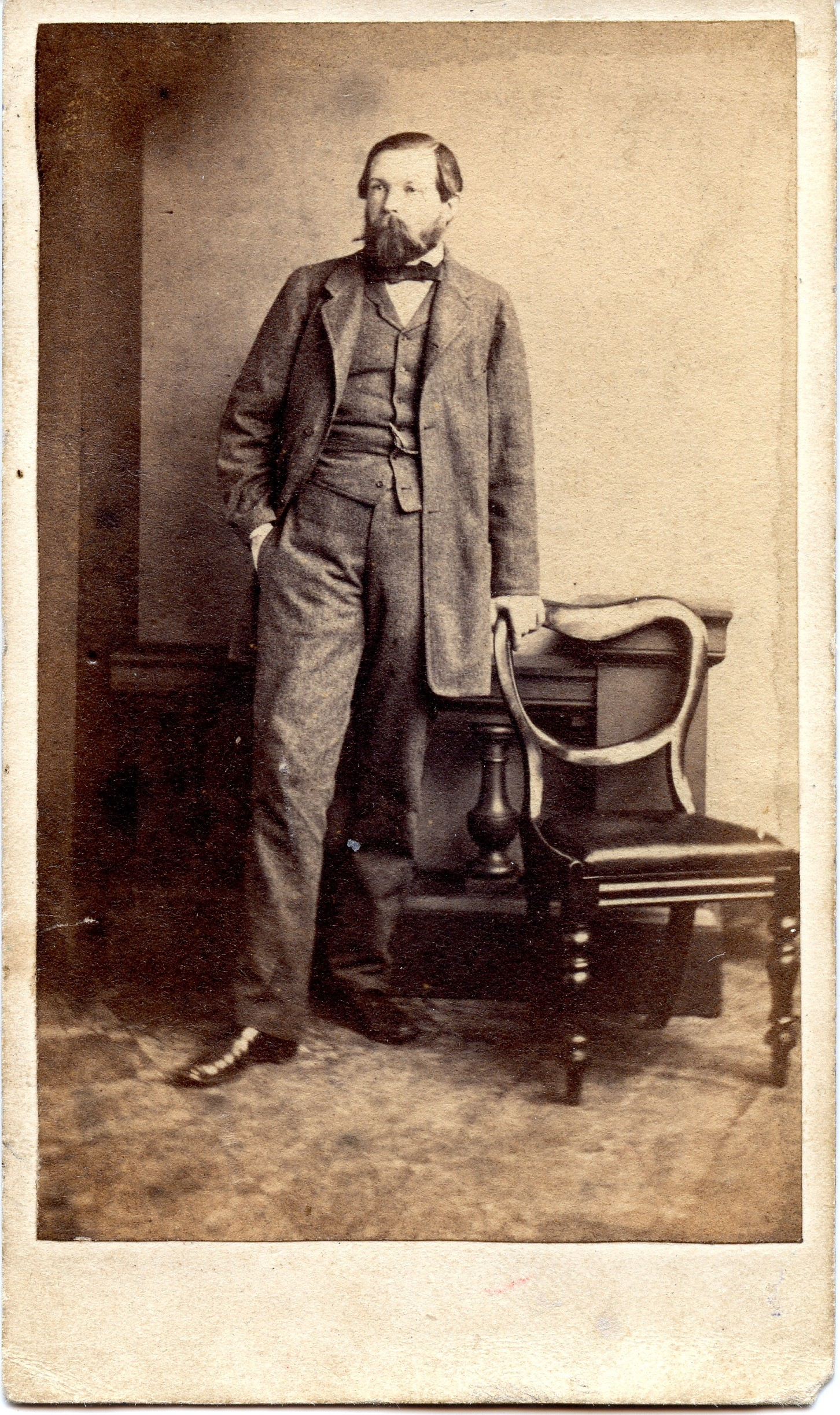
Engels 1865-ben

A dialektikus gondolkodás előfutárai és modelljei a filozófiában az ókortól kezdve léteztek. Hérakleitosz például azt állította, hogy minden dolog mozgásban van: minden áramlik, a lét és a nemlét ugyanaz. Engels a dialektika mestermunkáinak tartotta például Denis Diderot Rameau unokaöccse és Jean-Jacques Rousseau Értekezés az emberek közti egyenlőtlenség eredetéről és alapjairól című munkáját.
Marx és Engels dialektikájában a következő fő területeket különböztethetjük meg:

### Az ember és a természet dialektikája
Az emberek leigázzák és magukévá teszik a természetet, miközben fejlesztik termelési képességeiket, társas kapcsolataikat és tudatukat. Nem isten teremtette a világot, hanem a természetes evolúció. Az emberek már az emberré válás folyamatában a környezet megváltoztatásával önmagukat is megváltoztatják. Az ember természetből való kiemelkedése és fokozatos emancipációja egyre tudatosabb és tervezettebb formában valósul meg, de a természethez, mint létének anyagi alapjához való kötődés soha nem szüntethető meg.
Marx ezt a „természet ↔ ember, mint a természet része” viszonyt tekinti „dialektikus módszere” alapjának. A "természet ↔ ember" kapcsolat aktív, megváltoztatja az anyagi tárgyakat. Környezete tudatos megváltoztatásával az ember önmagát is megváltoztatja, anyagilag is. A világ eddigi fejlődését az egyszerűtől a bonyolult felé való felemelkedés jellemzi. Marxnál és Engelsnél azonban ennek az evolúciós tendenciának nincs teleologikus, egy kijelölt cél felé haladó jellege. A természet egyetlen ereje sem működik egy cél érdekében, nincs mechanizmus egy magasabb minőség elérésére. Marx és Engels számára a természet, a világ valóságos. Az emberré válás akkor zajlott le, amikor az ember közösségi, „társadalmi” munkával kezdte befolyásolni a természetet. Benjamin Franklin ezt arra az időszakra teszi, amikor az ember „szerszámkészítő állatként” jelent meg. Az ember munkaereje egy természeti erő kifejeződésévé vált, amelyen keresztül a természet tervezett megváltoztatása megindult (még ha kezdetben csak szűk lokális léptékben is). Ellentétben például a méhvel, amely ösztönösen építi a méhsejtet, az ember először a fejében építi fel, amit létre akar hozni. Az ember aktív alannyá válik a természethez mint tárgyhoz képest. 
A társadalmi termelés keretein belül (a saját konkrét feltételei között) a természet uralásának és a társadalom alakításának lehetőségei mindaddig bővültek, amíg a gazdasági alapok az általuk formált politikai és kulturális feltételekkel (felépítmény) együtt fejlődtek. 
Ebben a folyamatban az ember felszabadul a természetes korlátok alól, és létrehozza saját „második természetét”, a „feldolgozott” természetet, amelyben nőnek az emberi élet tervszerű szervezésének szabadságfokai. A szervetlen világból egyre inkább kialakul az ember szerves természete. A mindenkori emberi természet kötöttségein belül a társadalmi gyakorlat révén olyan emberi történelem alakul ki, amelynek törvényei különböznek az emberen kívüli természet törvényeitől.

### A dialektika mint az absztrakttól a konkrét felé haladás módszere
Az absztrakttól a konkrétig való felemelkedés marxi módszere az empirikusan megfigyelhető világ és a logikai-konstruktív gondolkodás között közvetít. Ha a valóságot olyannak vesszük, amilyennek empirikusan látszik, az semmi mást nem eredményez, mint többé-kevésbé véletlenszerűen összefüggő ötletek káoszát. Az empirikus elemzések elvont fogalmak kialakulásához vezetnek; ezeket logikusan kell elrendezni, hogy egy rendszert alkossanak. Egy ilyen tudományos rendszer legegyszerűbb, elvont fogalmaiból kiindulva kell a teoretikusnak a valóságot sok, szisztematikusan összefüggő meghatározottság (jellemzők) és összefüggések konkrét összességeként reprodukálnia. (Marx: A politikai gazdaságtan bírálatához. Előszó.)

„Az előadásmódnak persze formailag különböznie kell a kutatás módjától. A kutatásnak az a feladata, hogy az anyagot részleteiben elsajátítsa, különböző fejlődési formáit elemezze és belső kapcsolatukat feltárja. Csak e munka elvégeztével lehet a valóságos mozgást megfelelő módon ábrázolni.”

– Marx

A gazdaság ábrázolása az objektív társadalmi ellentmondásokkal kezdődik, amelyek elsősorban a gazdasági körülmények között működnek. Az olyan ellentmondások, mint az áru értéke és használati értéke, vagy az absztrakt munka és a használati értéket létrehozó konkrét munka közöttiek arra késztetik a teoretikust, hogy a reprezentációt egyre konkrétabb kategóriákká fejlessze, amelyek egyre összetettebb összefüggéseket képviselnek, és amelyek elemzése további ellentmondásokat tár fel.
Marx a saját dialektikus módszeréről úgy beszél, mint a kutatás során megszerzett anyag logikusan rendezett kategóriarendszerben történő bemutatásának módjáról. „A tőke” egészében véve a materialista dialektika alkalmazásának tekinthető, Hegel A logika tudománya című művéhez hasonlatosan. Az absztrakttól a konkrétig való emelkedés fontos, de különleges aspektusa ennek a módszernek, amely olyan elveket is megvalósít materialista alapon, mint a logikai és a történeti, az elemzés és szintézis, valamint az empirikus és az elméleti egysége.

### A logika és a történelem dialektikája
Például annak bemutatásánál, hogyan alakul ki a tőkeviszony az árukból és a pénzből, megfigyelhető, hogy Marx a tőkeviszony kialakulását az áruk és a pénz forgalmából származó logikai levezetés segítségével magyarázza. Ugyanakkor bemutatja annak történeti jellegét is: 

„Itt azonban azt kell elvégeznünk, amit a polgári gazdaságtan még csak meg sem kísérelt, tudniillik ki kell mutatnunk ennek a pénzformának a keletkezését, vagyis nyomon kell követnünk az áruk értékviszonyában foglalt értékkifejezés fejlődését legegyszerűbb, legkevésbé látszó alakjától a vakító pénzformáig. Ezzel egyúttal eltűnik a pénz rejtélyessége.”

– Marx

Marx nem nélkülözheti a logika és a történelem egységének Hegel által kidolgozott elvét, mert a klasszikus közgazdaságtan egészével ellentétben különös jelentőséget tulajdonított annak, hogy e tudomány tárgya nem örök, hanem történeti, fejlődő jellegű.

### A természet dialektikája
Engels Eugen Dühring korabeli tudóssal vitatkozva (Friedrich Engels: Eugen Dühring úr tudomány-forradalmasítása. A mű általánosan használt rövid címe: Anti-Dühring) fejtette ki az ő és Marx dialektikus és egyben materialista felfogását a természetről. Be kívánta bizonyítani, „hogy a természetben a számtalan változás zűrzavarában ugyanazok a dialektikus mozgási törvények érvényesülnek, amelyek az események látszólagos véletlenszerűségén a történelemben is uralkodnak; ugyanazok a törvények, amelyek az emberi gondolkodás fejlődéstörténetén is vörös fonálként végighúzódva, a gondolkodó emberekben fokozatosan tudatossá válnak; azok a törvények, melyeket legelőször Hegel fejtett ki átfogóan, de misztifikált formában, s törekvéseink egyike az volt, hogy kihámozzuk ebből a misztikus formából és egész egyszerűségükben és általánosérvényességükben tudatosítsuk őket."
Engels számos filozófus kortársától eltérően elismerte a régi (görög és hegeli) természetfilozófia eredményeit, „termékeny csíráit”. Legnagyobb hibájuknak azt tartotta, hogy nem ismerték fel a természet történeti jellegét, az „egymásutániságot”, csak az „egymásmellettiséget”. 
Maga elé tűzött feladatáról hangsúlyozta, hogy nem kívánja a a dialektika törvényeit a természetbe belekonstruálni, hanem azokat ott megtalálni és kifejteni.

## Marx a hegeli és saját dialektikájának viszonyáról
„Az én dialektikus módszerem, alapját tekintve, nemcsak különbözik Hegelétől, hanem annak szöges ellentéte. Hegel számára a gondolati folyamat, amelyet eszme néven még önálló alannyá is alakít, demiurgosza [itt: alkotója] a valóságosnak, amely annak csak külső megjelenése. Nálam, megfordítva, az eszmei nem más, mint az emberi fejben áttett és lefordított anyagi.
A hegeli dialektika misztifikáló oldalát csaknem 30 évvel ezelőtt bíráltam, akkor, amikor e dialektika még divat volt. De ahogy a „Tőke” első kötetén dolgoztam, a bosszantó, pimasz és középszerű epigonsereg, amely most a művelt Németországban a vezérszólamot fújja, abban tetszelgett, hogy úgy kezelje Hegelt, mint ahogy Lessing idejében a derék Moses Mendelsohn Spinozát kezelte, tudniillik mint „döglött kutyát”. Ezért nyíltan a nagy gondolkodó tanítványának vallottam magam, és az értékelméletről szóló fejezetben imitt-amott még az ő sajátságos kifejezésmódjával is kacérkodtam. Az a misztifikáció, amelyet a dialektika Hegelnél elszenved, mit sem változtat azon, hogy ő volt az első, aki általános mozgási formáit átfogóan és tudatosan ábrázolta. A dialektika Hegelnél a feje tetején áll. Talpára kell állítani, hogy a misztikus burokban felfedezzük a racionális magvat.”

– Marx

## Kritikája
A marxista dialektikát természetesen széles körben bírálták és bírálják a marxizmus, a materializmus és a dialektika eszmei ellenfelei. A legtöbb kritika homályossággal, triviális sematizmussal vagy irracionalitással vádolta az elméletet. A leghangsúlyosabb ellenérveket a formális logika nyújtotta, különösen az ellentmondás kizárásának elve.

## Fordítás
- Ez a szócikk részben vagy egészben  a   Dialektik bei Marx und Engels című német Wikipédia-szócikk ezen változatának fordításán alapul.  Az eredeti cikk szerkesztőit annak laptörténete sorolja fel. Ez a jelzés csupán a megfogalmazás eredetét és a szerzői jogokat jelzi, nem szolgál a cikkben szereplő információk forrásmegjelöléseként.